# جيم بيرد
جيم بيرد (بالإنجليزية: Jim Byrd) هو لاعب كرة قاعدة أمريكي، ولد في 3 أكتوبر 1968 في واهيتشكا في الولايات المتحدة.

## وصلات خارجية
- جيم بيرد على موقعبيزبول رفرنس.كوم (الدوري الرئيسي) (الإنجليزية)
- جيم بيرد على موقعبيزبول رفرنس.كوم (الدوري الثانوي) (الإنجليزية)